# Air Moldova

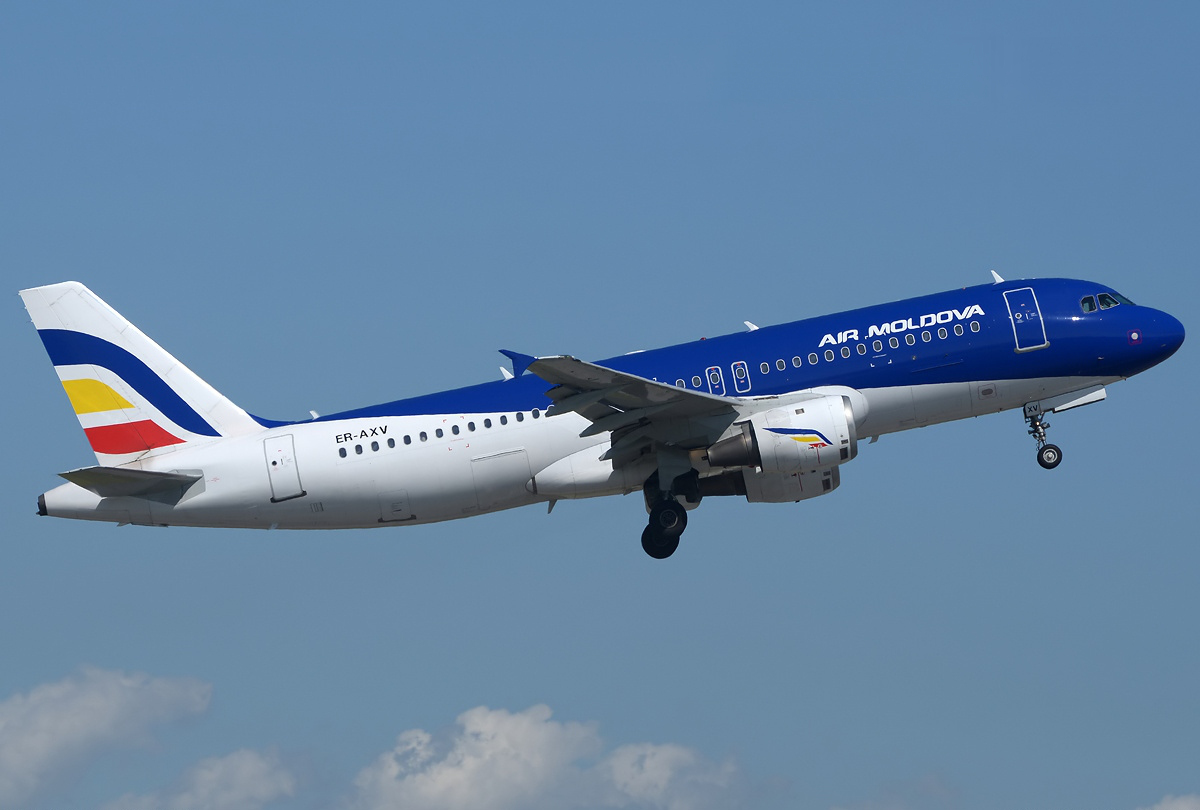
Airbus A320-200 w barwach przewoźnika

Air Moldova – mołdawskie narodowe linie lotnicze z siedzibą w Kiszyniowie.
Obsługują połączenia po Europie. Głównym węzłem jest Port lotniczy Kiszyniów. Agencja ratingowa Skytrax przyznała liniom 3 gwiazdki.

## Kierunki lotów
Air Moldova realizuje połączenia do krajów Europy i Azji:
| Państwo         | Lotnisko                              | Uwagi |
| --------------- | ------------------------------------- | ----- |
| Armenia         | Port lotniczy Erywań                  |       |
| Czechy          | Port lotniczy Praga im. Václava Havla |       |
| Francja         | Port lotniczy Beauvais-Tillé          |       |
| Gruzja          | Port lotniczy Tbilisi                 |       |
| Irlandia        | Port lotniczy Dublin                  |       |
| Izrael          | Port lotniczy Tel Awiw-Ben Gurion     |       |
| Mołdawia        | Port lotniczy Kiszyniów               | węzeł |
| Niemcy          | Port lotniczy Düsseldorf              |       |
| Niemcy          | Port lotniczy Frankfurt               |       |
| Niemcy          | Port lotniczy Lipsk/Halle             |       |
| Polska          | Port lotniczy Warszawa-Modlin         |       |
| Portugalia      | Port lotniczy Lizbona                 |       |
| Turcja          | Port lotniczy Stambuł                 |       |
| Wielka Brytania | Port lotniczy Londyn-Stansted         |       |
| Włochy          | Port lotniczy Bolonia                 |       |
| Włochy          | Port lotniczy Mediolan-Malpensa       |       |
| Włochy          | Port lotniczy Rzym-Fiumicino          |       |
| Włochy          | Port lotniczy Werona-Villafranca      |       |

## Połączenia codeshare
Air Moldova ma codeshare z następującymi liniami
| - Cirrus Airlines - Lufthansa (Star Alliance) - Meridiana - TAROM (SkyTeam) |

## Flota
Flota Air Moldova w październiku 2022 roku składała się z 3 maszyn producenta Airbus o średnim wieku 18,1 roku.
| Typ samolotu    | Liczba | Liczba zamówionych | Uwagi |
| --------------- | ------ | ------------------ | ----- |
| Airbus A319-100 | 2      |                    |       |
| Airbus A320-200 | 1      |                    |       |